# Faʻasaleleaga
Faʻasaleleaga ist ein politischer Bezirk (samoanisch itūmālō, englisch electoral district) von Samoa an der Ostküste der Insel Savaiʻi. 2016 wurden 13.566 Einwohner gezählt.
Der Hauptort ist Safotulafai, wo die Häuptlinge und Berater in Fuifatu malae zusammenkommen. Safotulafai war auch das Zentrum der Mau-a-Pule-Bewegung gegen die Kolonialherrschaft. Daraus entwickelte sich die nationale Mau-a-Pule-Bewegung und letztlich erlangte Samoa seine politische Unabhängigkeit 1962. Safotulafai hält auch enge Verbindung mit Saleʻaula, dem Hauptort des Distrikts Gagaʻemauga.

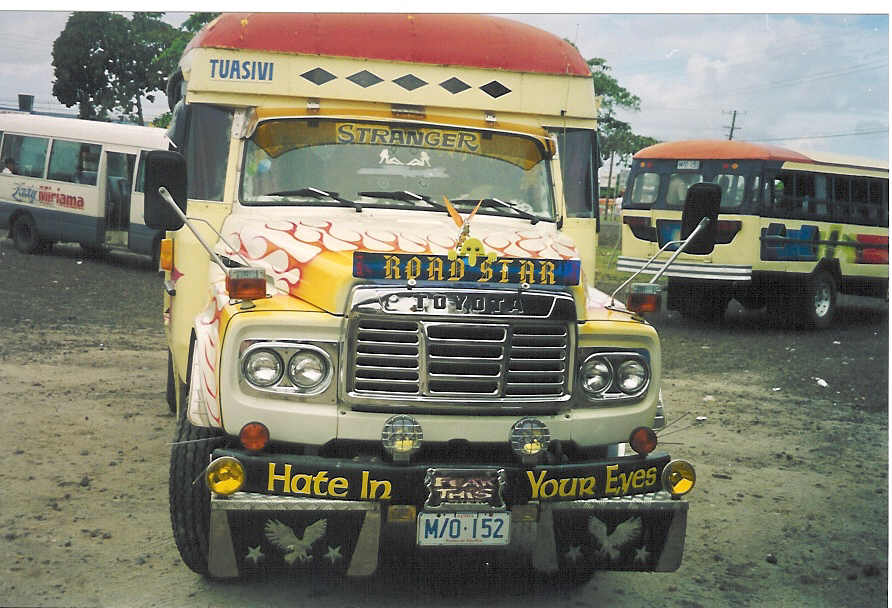
Tuasivi, Busunternehmen auf Savaiʻi.

Faʻasaleleaga hält wichtige Malietoa-Titel und unterhält politische Allianzen mit dem Distrikt Tuamasaga auf Upolu. Safotulafai wird jedes Mal von Malie (Tuamasaga) zusammen mit Manono  (Aiga-i-le-Tai) angefragt, wenn die Wahl eines Malietoa (Häuptling) ansteht.
Ein weiteres bedeutendes Dorf im Distrikt ist Sapapaliʻi, wo John Williams 1830 an Land ging. Er war der erste christliche Missionar, der das Christentum nach Samoa brachte. Der Malietoa Vaiinupo empfing Williams. Sapapaliʻi wurde 1750 zum zweiten Häuptlingssitz eines Malietoa als der Malietoa Tiʻa dorthin zog.
Im 20. Jahrhundert wurde Salelologa der ökonomische Hauptort. Der Schiffsanleger von Salelologa (Salelologa wharf) ist der Fähranleger für Inselreisende zwischen Savaiʻi und dem Hafen von Mulifanua auf Upolu.
Maota Airport ist das Hauptflugfeld der Insel, nur wenige Kilometer südlich von Salelologa.
Das Dorf Tuasivi, nördlich von Salelologa, ist ein Regierungszentrum (Malo) mit Distrikt-Krankenhaus, Gerichtsgebäuden, Polizeistation und Postbüro.
Vor der Küste liegen die winzigen Inselchen Asi (⊙) und Avalua (⊙).

## Persönlichkeiten
- Gatoloaifaana Amataga Alesana-Gidlow, der ehemalige Minister of Health (2006–2011), war Abgeordneter der electoral constituency Faʻasaleleaga No. 1.